# Iselin Nybø
Iselin Nybø, född 14 maj 1981 i Randaberg i Rogaland, är en norsk advokat, politiker i Venstre som var näringsminister i Regeringen Solberg från 2020 till 2021. Från 2018 till 2020 var hon minister för forskning och högre utbildning.
Hon var ledamot av Stortinget från Rogaland 2013–2017 och var då den första vice ordförande för Stortingets kyrko-, utbildnings- och forskningskommitté.

## Bakgrund
Nybø växte upp i Randaberg, men bodde senare i Stavanger.
Nybø är utbildad advokat från Universitetet i Bergen från 2006 och har tidigare arbetat i Skatteverket och på en advokatbyrå med olika affärsrättsliga frågor med huvudfokus på skatterätt.